# Opération Mount Hope III
L’opération Mount Hope III était une opération américaine secrète pour capturer un hélicoptère d'attaque Mil Mi-24 "Hind-D", de fabrication soviétique. L'aéronef avait été capturé lors du conflit entre la Libye et le Tchad. En 1988, deux MH-47 Chinooks américains du 160th Special Operations Aviation Regiment volèrent près de 800 km de nuit vers le site et récupérèrent l'hélicoptère sans être détectés. La mission fut entièrement menée à l'intérieur des frontières du Tchad, avec l'approbation du gouvernement tchadien.

## Déroulement
En avril 1987, un Mi-25 "Hind" de l’armée de l’air libyenne, alors faisant retraite, fut capturé par les troupes militaires françaises et tchadiennes après que l'équipage eut abandonné l'hélicoptère. Ce Hind fut stocké dans Ouadi Doum. Le Département d'État des États-Unis négocia avec le gouvernement tchadien pour mener une opération de récupération. L’opération fut autorisée. Les Tchadiens ne fournirent pas d'aide. L’entraînement fut réalisé au centre de lancement de White Sands. L'opération fut lancée le 10 juin 1988. Un C-5 Galaxy du Military Airlift Command (en) atterrit à l'aéroport international de N'Djaména avec deux MH-47 dans sa soute et 75 soldats. Les troupes françaises aidèrent l'opération avec un contingent de troupes et quelques Mirage F1. Les Chinooks furent déchargés et les troupes commencèrent à voler vers Ouadi Doum où le Hind était toujours stationné. L’équipage évita d’être détecté par les Libyens et récupéra le Hind. Il commença le vol de retour vers N'Djamena avec l'aide de deux C-130 Hercules positionné à deux points de ravitaillement sécurisé ; un à Faya-Largeau et un à Moussoro.
Malgré des tempêtes de sable, les Chinooks atteignirent les zones de ravitaillement et rallièrent N'Djamena avec le Hind. Le 21 juin 1988, le Mi-25 Hind fut chargé à bord du C-5 et les Chinook dans un second C-5 et furent transportés aux États-Unis. La mission dura 67 heures.